# IL Lupi
II Lupi (4U 1543-475) är en röntgenbinär belägen i den mellersta delen av stjärnbilden Vargen. Den har en skenbar magnitud som varierar mellan 14,6 och 16,7 och kräver ett kraftfullt teleskop för att kunna observeras. Baserat på parallax enligt Gaia  Data Release 3 på ca 0,19 mas beräknas den befinna sig på ett avstånd av ca 17 000 ljusår (ca 5 000 parsec) från solen. 

## Observation
4U 1543-475 observerades första gången av Uhuru 1971. År 1976 observerades 4U 1543-475:s spektrum, men dess status som ett binärt svart hål bekräftades dock inte förrän 1984 av astronomen S. Kiamoto et al. Efter efterföljande observationer fick den 1995 variabelbeteckningen IL Lupi.  

## Egenskaper
Donatorstjärnan II Lupi är en vit till blå stjärna i huvudserien av spektralklass A2 V. Den har en massa av ca 2,5 solmassor, en radie av 2,8 solradier och utsänder energi från dess fotosfär motsvarande ca  48 gånger solen vid en effektiv temperatur av ca 9&nbs;000 K.
Det svarta hålet beräknas ha en massa av 9,4 ± 2,0 solmassor.